# Bosnormand
Bosnormand és un municipi francès situat al departament de l'Eure i a la regió de Normandia. L'any 2007 tenia 319 habitants.

## Demografia

### Població
El 2007 la població de fet de Bosnormand era de 319 persones. Hi havia 118 famílies, de les quals 20 eren unipersonals (16 homes vivint sols i 4 dones vivint soles), 43 parelles sense fills, 51 parelles amb fills i 4 famílies monoparentals amb fills.
La població ha evolucionat segons el següent gràfic:
Habitants censats

### Habitatges
El 2007 hi havia 133 habitatges, 122 eren l'habitatge principal de la família, 7 eren segones residències i 4 estaven desocupats. 132 eren cases i 1 era un apartament. Dels 122 habitatges principals, 110 estaven ocupats pels seus propietaris i 13 estaven llogats i ocupats pels llogaters; 5 tenien dues cambres, 17 en tenien tres, 33 en tenien quatre i 68 en tenien cinc o més. 113 habitatges disposaven pel capbaix d'una plaça de pàrquing. A 44 habitatges hi havia un automòbil i a 72 n'hi havia dos o més.

### Piràmide de població
La piràmide de població per edats i sexe el 2009 era:
| Homes | Edats   | Dones |
| ----- | ------- | ----- |
| 0     | 95 o +  | 0     |
| 0     | 90 a 94 | 0     |
| 0     | 85 a 89 | 4     |
| 0     | 80 a 84 | 0     |
| 0     | 75 a 79 | 0     |
| 0     | 70 a 74 | 0     |
| 4     | 65 a 69 | 8     |
| 20    | 60 a 64 | 16    |
| 12    | 55 a 59 | 8     |
| 12    | 50 a 54 | 12    |
| 8     | 45 a 49 | 0     |
| 16    | 40 a 44 | 12    |
| 16    | 35 a 39 | 24    |
| 12    | 30 a 34 | 8     |
| 4     | 25 a 29 | 4     |
| 4     | 20 a 24 | 4     |
| 16    | 15 a 19 | 12    |
| 12    | 10 a 14 | 12    |
| 12    | 5 a 9   | 12    |
| 12    | 0 a 4   | 4     |

## Economia
El 2007 la població en edat de treballar era de 217 persones, 155 eren actives i 62 eren inactives. De les 155 persones actives 144 estaven ocupades (76 homes i 68 dones) i 12 estaven aturades (6 homes i 6 dones). De les 62 persones inactives 31 estaven jubilades, 17 estaven estudiant i 14 estaven classificades com a «altres inactius».

### Ingressos
El 2009 a Bosnormand hi havia 126 unitats fiscals que integraven 327 persones, la mediana anual d'ingressos fiscals per persona era de 22.043 €.

### Activitats econòmiques
L'únic establiment que hi havia el 2007 era d'una empresa de transport.
L'any 2000 a Bosnormand hi havia 13 explotacions agrícoles que ocupaven un total de 520 hectàrees.

## Equipaments sanitaris i escolars
El 2009 hi havia una escola elemental integrada dins d'un grup escolar amb les comunes properes formant una escola dispersa.

## Poblacions més properes
El següent diagrama mostra les poblacions més properes.